# حاجی‌آقالار
حاجی‌آقالار (به لاتین: Hacıağalar) یک منطقه مسکونی در جمهوری آذربایجان است که در شهرستان قوبا واقع شده است. این روستا ۶۹۳ نفر جمعیت دارد.